# Mesorregión del Centro Maranhense
La mesorregión del Centro Maranhense es una de las cinco mesorregiones del estado brasileño del Maranhão. Es formada por la unión de 42 municipios agrupados en tres microrregiones.

## Microrregiones
- Alto Mearim e Grajaú
- Medio Mearim
- Presidente Dutra

- Datos: Q2540056